# Yogyakarta
Yogyakarta (en javanés: ꦔꦪꦺꦴꦒꦾꦏꦂꦠ) es la capital de la Región Especial de Yogyakarta en la isla de Java, Indonesia. Como la única ciudad real de Indonesia aún gobernada por una monarquía, Yogyakarta es considerada un importante centro de bellas artes y cultura clásicas de Java, como el ballet, el batik, el teatro, la literatura, la música, la poesía, la platería, las artes visuales y los títeres wayang. Reconocida como un centro de educación de Indonesia, Yogyakarta alberga una gran población estudiantil y decenas de escuelas y universidades, incluida la Universidad Gadjah Mada, el instituto de educación superior más grande del país y uno de los más prestigiosos.
Yogyakarta es la capital del sultanato de Yogyakarta y fue la capital de Indonesia de 1946 a 1948 durante la revolución indonesia, con Gedung Agung como la oficina del presidente. Uno de los distritos del sureste de Yogyakarta, Kotagede, fue la capital del sultanato de Mataram entre 1587 y 1613.
La población de la ciudad era de 388 627 habitantes en el censo de 2010 y de 373 589 en el censo de 2020. Su área metropolitana albergaba a 4 010 436 habitantes en 2010, que incluye la ciudad de Magelang y 65 distritos de los kabupaten de Sleman, Klaten, Bantul, Kulon Progo y Magelang. Yogyakarta tiene uno de los índices de desarrollo humano (IDH) más altos de Indonesia. Para reactivar rápidamente la economía, se está desarrollando actualmente un plan para la segunda fase de trenes de alta velocidad de Indonesia a través de Southbound desde Bandung a Yogyakarta y Surakarta, iniciando la construcción para 2020, que se prevé que se complete para 2024.

## Historia
El sultanato de Yogyakarta, oficialmente  de Ngayogyakarta Hadinngrat, se formó en 1755 cuando el entonces sultanato de Mataram fue dividido en dos por la Compañía Holandesa de las Indias Orientales mediante el tratado de Giyanti. Este tratado declara que el Sultanato de Mataram sea dividido entre el Sultanato de Ngayogyakarta Hadiningrat con Yogyakarta como capital y Mangkubum como el sultán Hamengkubuwono I; y el sultanato de Surakarta Hadiningrat con Surakarta como la capital y Pakubuwono III anterioriormente sultán de Mataram como su sultán y gobernante. El sultán Hamengkubuwono I construyó su capital durante los siguientes 37 años con Kraton como su parte central y la corte de Surakarta como modelo. Cuando Hamengkubuwono I falleció, en 1792, su territorio se extendía más allá de Surakarta.
El gobernante Sri Sultán Hamengkubuwono IX (12 de abril de 1912 -1988) obtuvo en título en la universidad Holandesa de Leiden, y ocupó la posición ceremonial de vicepresidente de Indonesia como un reconocimiento a su estatus, así como también la de ministro de defensa y de finanzas.

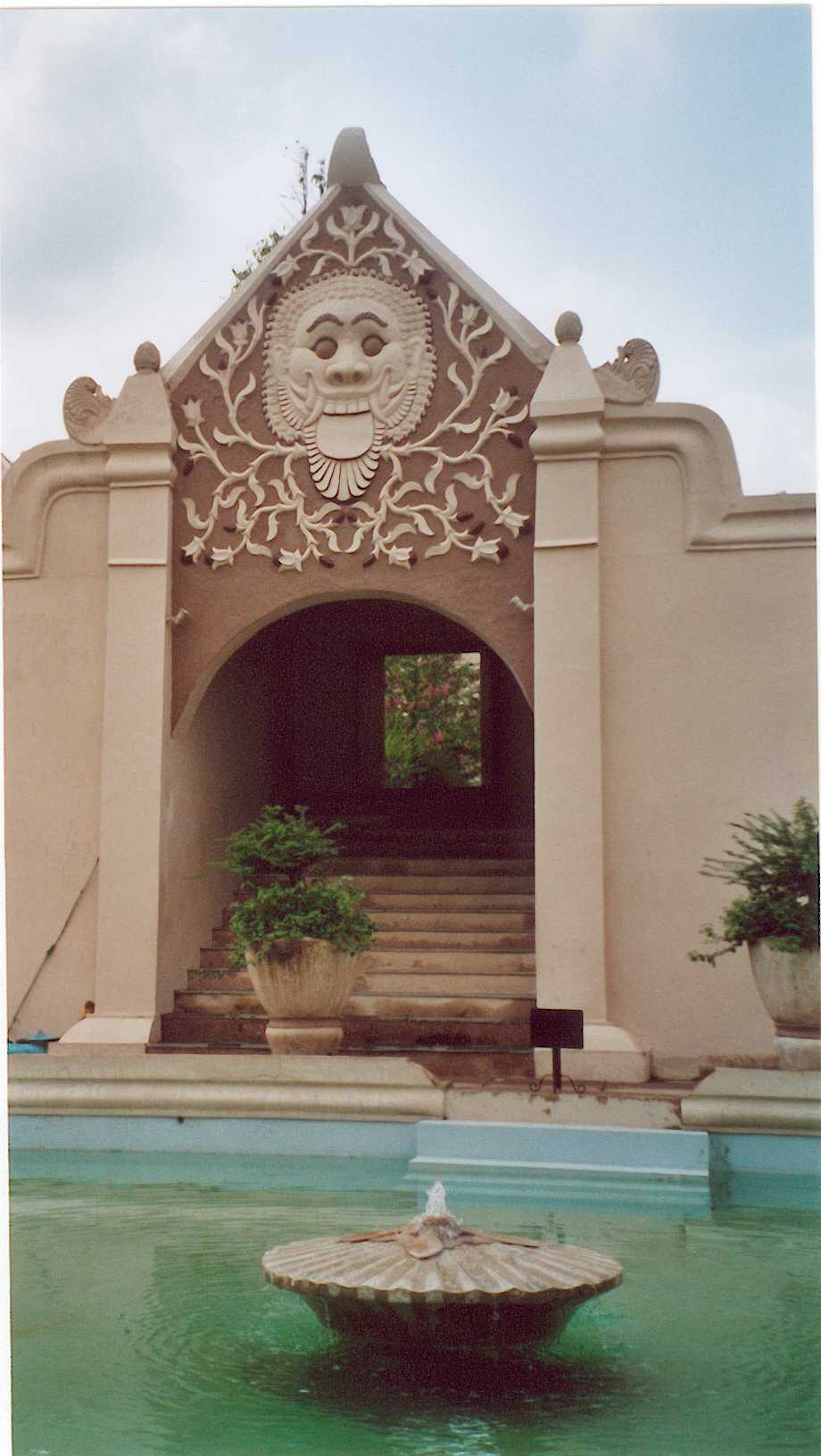
Palacio de agua en Yogyakarta

En apoyo a la declaración de independencia de Indonesia de la ocupación holandesa y japonesa, el 5 de septiembre de 1945, Sri Sultán Hamengkubuwono IX de Yogya y Sri Paku Alam VII en Yogya declararon sus sultanatos como parte de la república de Indonesia. En pago por su apoyo, una ley especial aprobada en 1950 le garantizó a Yogyakarta el estatus especial de Región Provincia y el reconocimiento del poder del sultán para manejar sus propios asuntos internos. El sultán Hemngkubuwono IX fue entonces nombrado gobernador vitalicio. Durante la guerra de Independencia de Indonesia contra los neerlandeses y después de la Segunda Guerra Mundial, la capital de la recién nacida república de Indonesia se trasladó a Yogyakarta cuando los neerlandeses ocuparon Yakarta desde enero de 1946 hasta agosto de 1950.
El actual gobernante de Yogyakarta es Sri Sultan Hamengkubuwono X, heredado de su padre. Hamengkubueono X obtuvo un título de la universidad de Gadaj Mada. El gobierno central ha insistido recientemente en la realización de elecciones. En 1998 el sultán Hamengkubuwono X fue elegido gobernador por la casa provincial de representantes de Yogyakarta, en desafío a las recomendaciones del gobierno central.

## La ciudad

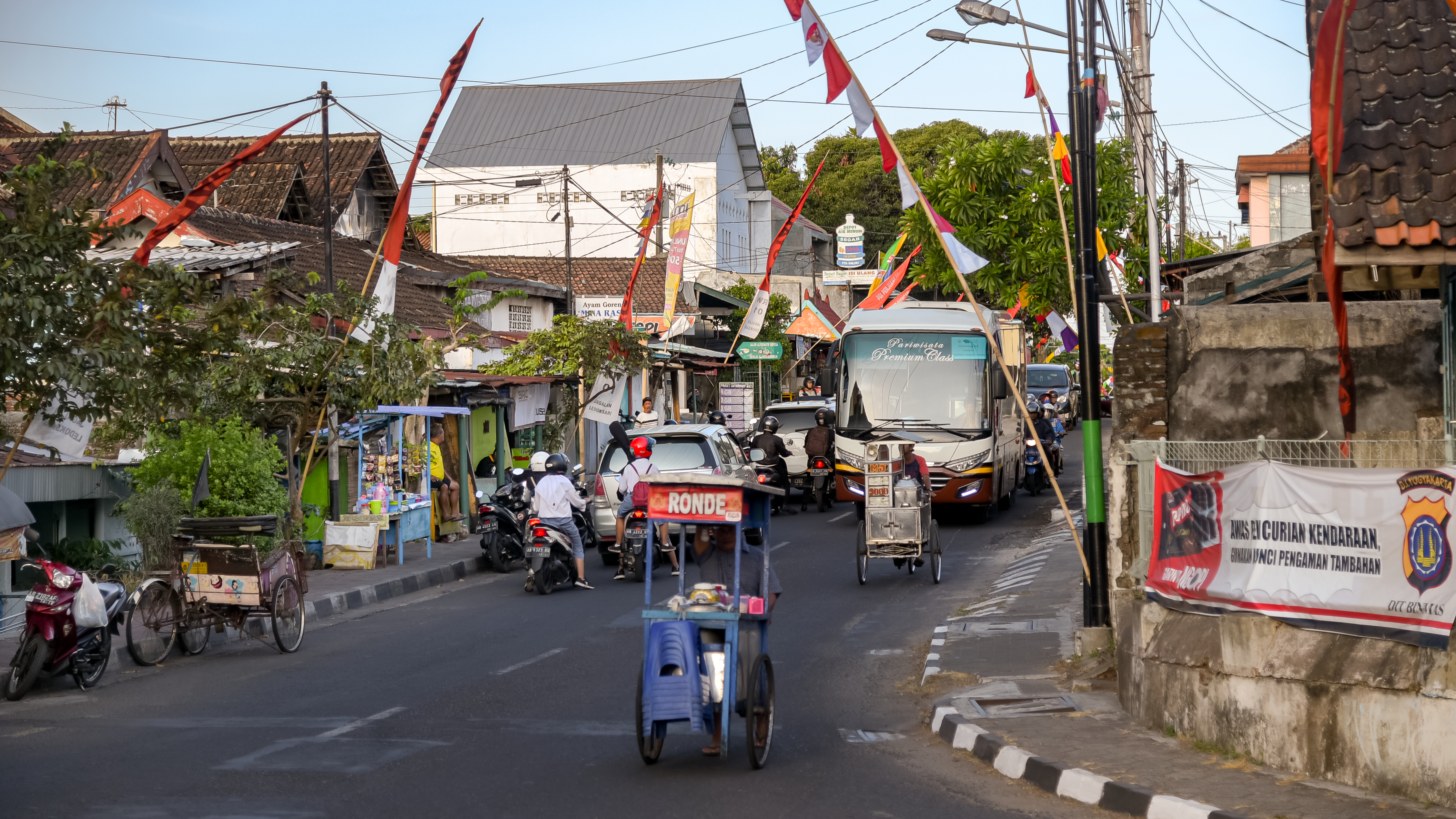
Calle de Yogyakarta

En el centro de Yogyakarta se encuentra el Kraton, o el palacio del Sultán. Los alrededores del Kraton es una región densamente poblada que fuera anteriormente del dominio del sultán. Todavía existen ruinas de las propiedades del sultán como murallas y el Castillo de Agua Tamansari construido en 1758 como un jardín de recreo. El jardín estuvo abandonado durante varios años y fue utilizado como alojamiento para los empleados y descendientes del sultán. Su reconstrucción se empezó en 2004 así como también los esfuerzos para renovar el vecindario del Kraton y convertirlo en una atracción turística.
El centro de la ciudad moderna está al norte, donde hay varios edificios de arquitectura holandesa de la época colonial y un distrito comercial.
Jalan Malioboro y su mercado tradicional es el sitio preferido por los turistas para las compras. El distrito de Jalan Solo, ubicado más al norte es el mercado más visitado por los vecinos de la región.
La ciudad está dividida en 14 distritos (kecamatan):
1. Gondokusuman
2. Jetis
3. Tegalrejo
4. Umbulharjo
5. Kotagede
6. Mergangsan
7. Ngampilan
8. Danurejan
9. Kraton
10. Wirobrajan
11. Pakualaman
12. Mantrijeron
13. Gedongtengen
14. Gondomanan